# Archidiecezja Crotone-Santa Severina
Archidiecezja Crotone-Santa Severina – diecezja rzymskokatolicka we Włoszech. Powstała w 550 jako diecezja Crotone. W 1986, po połączeniu ze zlikwidowaną archidiecezją Santa Severina, została podniesiona do rangi archidiecezji i otrzymała obecna nazwę.

## Lista ordynariuszy diecezjalnych
- Andrea della Valle (1496 - 1508)
- Antonio Lucifero (1508 - 1521)
- Andrea della Valle (1522 -  1524)
- Giovanni Matteo Lucifero (1524 - 1551)
- Pietro Paolo Caporelli, O.F.M. (1552 - 1556)
- Juan Francisco de Aguirre (1557 - 1564)
- Sebastiano Antonio Minturno (1565 - 1574)
- Cristóbal Berrocal (1574 - 1578)
- Marcello Maiorana, C.R. (1578 - 1581)
- Giuseppe Faraoni (1581 - 1588)
- Mario Bolognini (1588 -  1591)
- Claudio de Curtis (1591 - 1595)
- Juan López, O.P. (1595 - 1598)
- Tommaso Monti, C.R. (1599 - 1608)
- Carlo Catalani (1610 - 1623)
- Diego Cabeza de Vaca (1623 -  1625)
- Niceforo Melisseno Comneno (1628  - 1635)
- Juan Pastor, O.M. (1638 - 1664)
- Girolamo Carafa, C.R. (1664 -  1683)
- Marco de Rama, O.S.A. (1690  - 1709)
- Michele Guardia (1715 - 1718)
- Anselmo de la Peña, O.S.B. (1719 -  1723)
- Gaetano Costa de Puerto, O.F.M. (1723 -  1753)
- Domenico Zicari (1753  -  1757)
- Mariano Amato (1757 -  1765)
- Bartholomaeus Amoroso (1766 -  1771)
- Giuseppe Capocchiani (1774  -  1788)
- Ludovico Ludovici (Ludovico), O.F.M. Obs. (1792  -  1797)
- Rocco Coiro (1797 - 1812)
- Domenico Fendale (1818  - 1828)
- Zaccaria Boccardo, O.F.M. Cap. (1829  -  1833)
- Leonardo Todisco Grande (1834  - 1849)
- Gabriele Ventriglia (1849 -  1852)
- Luigi Sodo (1852 -  1853)
- Luigi Laterza (1853  -  1860)
- Luigi Maria (Honuphrius Maria) Lembo, O.F.M. (1860 -  1883)
- Giuseppe Cavaliere (1883  -  1899)
- Emanuele Merra (1899 - 1905)
- Saturnino Peri (1909 -  1920)
- Carmelo Pujia (1925 -  1927)
- Antonio Galati (1928 -  1946)
- Pietro Raimondi (1946 -  1971)
- Giuseppe Agostino (1973 -  1986)
- Andrea Mugione (1998 -  2006)
- Domenico Graziani (2006 - 2019)
- Angelo Panzetta (2019 - 2024)
- Alberto Torriani (2025-nadal)